# Arara (Paraíba)
Arara é um município brasileiro do estado da Paraíba.
Localiza-se na Região Geográfica Intermediária de João Pessoa e na Região Geográfica Imediata de Guarabira. Em 2017, possuía uma população de 13.427 habitantes, em uma área territorial de 99 km². Sua principal via de acesso é pela rodovia PB-105, está distante 155 quilômetros de João Pessoa, a capital do estado.
A sede municipal tem uma temperatura média anual de 22,4 °C e a vegetação predominante é a caatinga, tendo remanescentes de mata atlântica na região leste do município, localizando-se, neste modo, numa área de transição. Cerca de 70% da população vive na zona urbana.
O município foi emancipado da cidade de Serraria e instalado em 1961. A origem de seu nome se deve pela grande quantidade de aves deste tipo (araras) que existiam antigamente no local.
Tradicionalmente desde o ano de 1887, a cidade costuma realizar no mês de setembro a festa da padroeira do município, consta na programação a apresentação de bandas Filarmônica, pregações religiosas, desfiles cívicos e apresentações de bandas populares. O ponto principal das festividades é a procissão da Nossa Senhora da Piedade, onde os fiéis percorrem as principais ruas do município levando a imagem da santa, louvando-a com cânticos religiosos.

## História
A origem do povoado de Arara, ocorreu na segunda metade do século XIX, quando tropeiros viajantes que faziam o transporte de carne de sol, farinha de mandioca e rapadura, entre o Curimataú, Seridó e o Brejo Paraibano, aproveitavam as sombras das copas das inúmeras árvores da família das "baraúnas" que existiam nas proximidades de um riacho, situado ao norte do Engenho Porções, nos contrafortes do Planalto da Borborema, depois de três léguas de cavalgada no local onde hoje se encontra edificada a cidade de Arara.

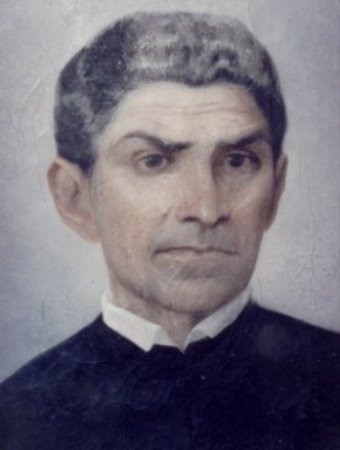
Padre-Mestre-Doutor José Antônio Maria Ibiapina, foi muito importante para o povoamento das "Baraúnas das Araras.

Aos poucos, este local tornou-se ponto de encontro e de comércio entre os tropeiros viajantes que demandavam do Brejo ou da região do Curimataú onde faziam suas compras de carne de sol, farinha de mandioca e rapadura, alimentos de primeira necessidade negociados entre os "sertanejos" e "brejeiros" naquela área, que logo ficaria conhecida pelo nome de "Baraúnas das Araras" em virtude do grande número de aves desta espécie ali existentes ainda por volta de 1860.
Foi então que nesta mesma época, proveniente do estado do Ceará, chegou a região o Padre-Mestre-Doutor José Antônio Maria Ibiapina, que muito influenciou para o desbravamento e progresso da região do Curimataú, onde hoje se encontra o município de Arara. Ele fundou próximo a atual cidade de Arara a Casa de Caridade de Santa Fé, instalada no ano de 1866, em um terreno doado pelo Major Antônio José da Cunha e sua esposa Cândida Americana Hermogenes de Miranda Cunha, proprietários de jazidas de calcário na região.
O Major Antônio José da Cunha, também construiu a primeira casa da futura povoação de Arara e muito contribuiu para o seu desenvolvimento até o ano de 1881 quando veio a falecer com 94 anos de idade. Sua esposa Cândida Americana, que era muito religiosa, fez a doação ao Padre Ibiapina, de parte da fazenda, com casas, bovinos, asininos e muares para construção de mais uma casa de caridade em Santa Fé. A Igreja Matriz de Arara sob a invocação de Nossa Senhora da Piedade, teve sua construção iniciada também pelo Padre Ibiapina, que chegou a prestar igualmente relevantes serviços à comunidade que ali se formava.
Em 1876 o povoado já tinha cerca de 80 casas e 500 habitantes. Cândida Americana morreu pobre e esquecida, no final do Século XIX, em um humilde casebre, edificado em frente a Igreja Matriz de Arara. Como no Brasil, tem-se o costume de se esquecer a memória dos antepassados, o nome de Cândida Americana ficou esquecido por mais de cinquenta anos, quando finalmente foi lembrada na década de 1970, denominando uma rua secundária na cidade de Arara.
Arara foi mencionada como distrito do município de Serraria na divisão administrativa do Brasil no ano de 1937 e 1938. No início da década de 1960 Arara já era maior e mais acessível do que a própria sede do município, mesmo assim continuava atrelada ao domínio administrativo dos serrarienses. Porém pouco tempo depois Arara conseguiu sua emancipação política conseguida através da Lei n° 2.602, de 1 de dezembro de 1961, ocorrendo sua instalação oficial no dia 19 do mesmo mês e ano, desmembrando-se de Serraria. Muitos trabalharam pela sua emancipação, dentre eles podemos destacar a família de Marísio da Cunha Moreno.
Após sua emancipação política, Arara teve como primeiro prefeito Dedício Pereira Maia, que governou por apenas 1 ano como determinava o ato de sua nomeação, foi um período de poucas mudanças, já em 1963 assumiu o poder Marísio da Cunha Moreno, sendo o primeiro prefeito eleito em 7 de outubro do ano anterior, sendo uma figura muito importante desde a época do antigo distrito, pela maneira educada com a qual tratava as pessoas. Durante o seu mandato, Marísio Moreno, tomou sérias medidas administrativas que desagradaram muito aos comerciantes da recém-emancipada cidade, dentre as mais impopulares, consta a transferência da feira livre para o local atual, que naquela época era visto como despovoado, distante e desfavorável, além da proibição de se criar animais soltos nas ruas recém-calçadas.

## Geografia

### Localização

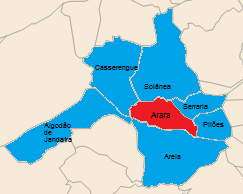
Arara e municípios limítrofes.

O município de Arara está localizado na Mesorregião do Agreste Paraibano e na Microrregião do Curimataú Ocidental, tem como coodernadas geográficas: 06°49'40" de latitude sul e 35°45'28" de longitude oeste, segundo o meridiano de Greenwich.
A sede municipal encontra-se em uma altitude média de 467 m. A cidade encontra-se distante 155 km da capital do estado, João Pessoa por rodovia asfaltada, e 103 km em linha reta. Sua área total é de 99,112 km², essa área total do município representa 0.1574% do estado, 0.0057% da região Nordeste e 0.001% de todo território brasileiro.
Seus municípios limítrofes são Solânea (norte), Areia (sul), Serraria e Pilões (leste), Casserengue e Algodão de Jandaíra (oeste).

### Clima
O município está incluído na área geográfica de abrangência do clima semiárido brasileiro, definida pelo Ministério da Integração Nacional em 2005. Esta delimitação tem como critérios o índice pluviométrico, o índice de aridez e o risco de seca.
Levando-se em conta apenas a precipitação, o município de Arara possui clima tropical As, segundo a classificação do clima de Köppen. Tal tipo climático se caracteriza por ser um clima tropical, com estação chuvosa no inverno e seca no verão. A pluviosidade média é de 922 mm/ano, sendo abril o mês mais chuvoso, com 152 mm, e outubro o mais seco, com 14 mm, podendo variar dependendo do ano.
Por estar localizada em uma região serrana a uma altitude de 467 metros, no alto do Planalto da Borborema, a cidade apresenta temperaturas mais amenas do que no litoral. A temperatura média anual oscila em torno de 22 °C, sendo as menores temperaturas registradas em agosto (média mínima em torno dos 16 °C) e as mais altas em janeiro (média máxima próxima de 29 °C).
| Dados climatológicos para Arara | Dados climatológicos para Arara | Dados climatológicos para Arara | Dados climatológicos para Arara | Dados climatológicos para Arara | Dados climatológicos para Arara | Dados climatológicos para Arara | Dados climatológicos para Arara | Dados climatológicos para Arara | Dados climatológicos para Arara | Dados climatológicos para Arara | Dados climatológicos para Arara | Dados climatológicos para Arara | Dados climatológicos para Arara |
| Mês                             | Jan                             | Fev                             | Mar                             | Abr                             | Mai                             | Jun                             | Jul                             | Ago                             | Set                             | Out                             | Nov                             | Dez                             | Ano                             |
| ------------------------------- | ------------------------------- | ------------------------------- | ------------------------------- | ------------------------------- | ------------------------------- | ------------------------------- | ------------------------------- | ------------------------------- | ------------------------------- | ------------------------------- | ------------------------------- | ------------------------------- | ------------------------------- |
| Temperatura máxima média (°C)   | 29,1                            | 29                              | 28,4                            | 27,4                            | 26                              | 24,6                            | 24,1                            | 24,5                            | 26,2                            | 27,8                            | 28,7                            | 28,9                            | 27                              |
| Temperatura média (°C)          | 23,8                            | 23,8                            | 23,6                            | 23,1                            | 22,1                            | 21                              | 20,3                            | 20,3                            | 21,5                            | 22,5                            | 23,2                            | 23,5                            | 22,3                            |
| Temperatura mínima média (°C)   | 18,5                            | 18,7                            | 18,9                            | 18,8                            | 18,3                            | 17,4                            | 16,5                            | 16,2                            | 16,9                            | 17,3                            | 17,7                            | 18,2                            | 17,7                            |
| Precipitação (mm)               | 49                              | 73                              | 136                             | 152                             | 115                             | 122                             | 122                             | 60                              | 38                              | 14                              | 15                              | 26                              | 922                             |
| Fonte: Climate Data.            |                                 |                                 |                                 |                                 |                                 |                                 |                                 |                                 |                                 |                                 |                                 |                                 |                                 |

### Hidrografia

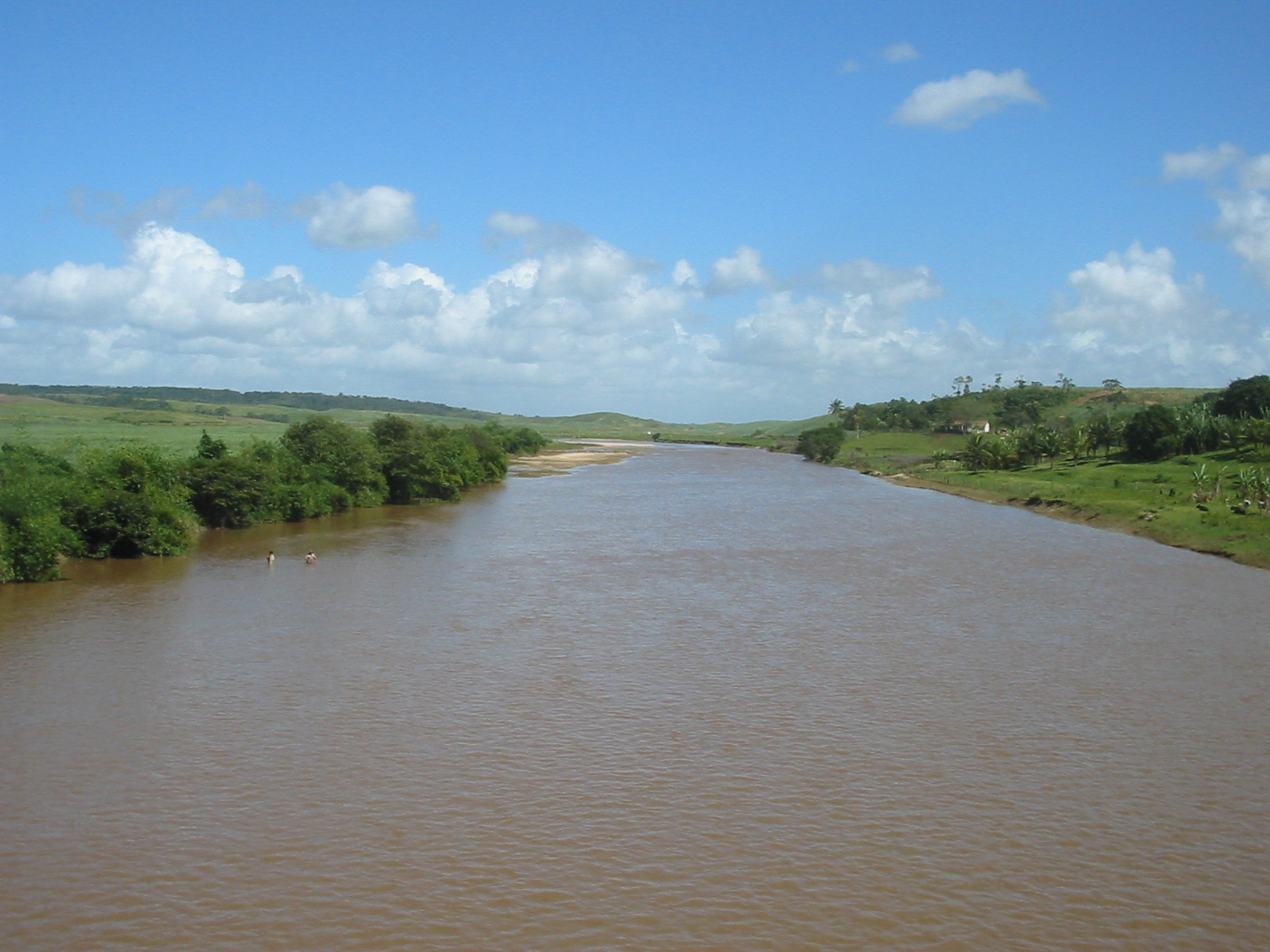
Rio Mamanguape.

A área onde está localizado o município de Arara é recortada por rios temporários, este se encontra inserido nos domínios da Bacia hidrográfica do Rio Mamanguape, segundo a Agência Executiva de Gestão das Águas do Estado da Paraíba (AESA).
Os principais cursos d'água no município tem regime de escoamento Intermitente e o padrão de drenagem é o dendrítico, em sua grande maioria pequenos riachos, porém podemos destacar os seguintes rios Rio Jacaré e o Rio Araçagi-mirim, afluente do rio Mamanguape.

### Relevo
O relevo existente no município de Arara e suave ondulado de solos litólicos eutróficos, com fraca textura arenosa e média fase pedregosa, de relevo hipoxerófila ondulado substrato gnaisse e granito, típico da região do Planalto da Borborema, uma região formada por maciços e outeiros altos, no município as altitudes variam entre 330 até 570 metros de altitude acima do nível do mar.
Esse planalto ocupa uma área de arco que se estende do sul de Alagoas, abrangendo grande parte dos estados de Pernambuco e da Paraíba é termina no Rio Grande do Norte. No município de Arara essa forma de relevo apresenta-se de forma geralmente movimentada, com muitos vales profundos e estreitos dissecados, no município podemos destacar a Serra do Serrote Branco e a Serra de Arara.

### Vegetação
A vegetação predominante no município é a caatinga, com presença de remanescentes de mata atlântica em brejos de altitude, no leste do município em regiões próximas da divisa com Areia e Pilões. A caatinga é composta por espécies hiperxerófilas, com a forte presença de arbustos com galhos retorcidos e com raízes profundas. As espécies mais encontradas são os cactos, caroá, aroeira, angico, juazeiro, mandacaru e a baraúna.
Já a mata atlântica, típica dos brejos de altitude é constituída por árvores de médio e grande porte, formada por floresta densa e fechada. Sendo muito rica em biodiversidade, as árvores de grande porte formam um microclima dentro da mata, com sombra e muita umidade. As espécies mais comuns são: palmeiras, bromélia, begônias, orquídeas, cipós, briófitas, pau-brasil, jacaranda, peroba, jequitibá-rosa, cedro, andira, ananas e figueiras.

## Demografia
A população total do município, segundo os dados da estimativa populacional realizado pelo IBGE em 2016, era de 13.448 habitantes, sendo o 68° município mais populoso do estado, apresentando uma densidade populacional de 135,6 habitantes por km², muito superior à do estado, que ultrapassava pouco mais de 69 habitantes por km².
Segundo o censo demográfico de 2010 a população de Arara era de 12.653 habitantes, desse total 8.924 viviam na zona urbana (70,00%) e 3.729 na zona rural (30,00%). Ao mesmo tempo, 6 074 eram do sexo masculino e 6 579 do sexo feminino, tendo uma razão de sexo de 92,32.
O Índice de Desenvolvimento Humano Municipal (IDH-M) de Arara é considerado baixo, segundo o Programa das Nações Unidas para o Desenvolvimento (PNUD), sendo seu valor de 0,548, no ano de 2010. Considerando apenas a renda o valor do índice é de 0.569, o índice da longevidade é de 0.712 e o da educação é de 0.407.

### Composição étnica
Segundo dados do censo demográfico de 2000, os diferentes grupos étnicos que formavam a população do município dividia-se assim: sexo, 5.943 mulheres e 5.587 homens. A cor dos habitantes era dividida da seguinte forma: 7.109 pardos (61,66%), 4.033 brancos (34,98%) e 350 pretos (3,03%), 37 pessoas não declararam a cor (0,32%).
Já sobre a religião dos ararenses, o município dividia-se da seguinte forma: 10.832 diziam-se católicos apostólicos romanos (93,95%), 358 evangélicos (3,11%), 12 testemunhas de Jeová (0,10%), 306 sem religião (2,65%), 17 não determinada (0,15%) e cinco pessoas sem declaração (0,04%).
O estado civil da população era dividido assim: pessoas de dez anos ou mais de idade, 9.245 pessoas, 6.037 eram solteiras, 2.840 casadas, 42 desquitas ou separadas judicialmente, 19 divorciada e 307 (76 homens e 231 mulheres) viúvas.

## Subdivisões

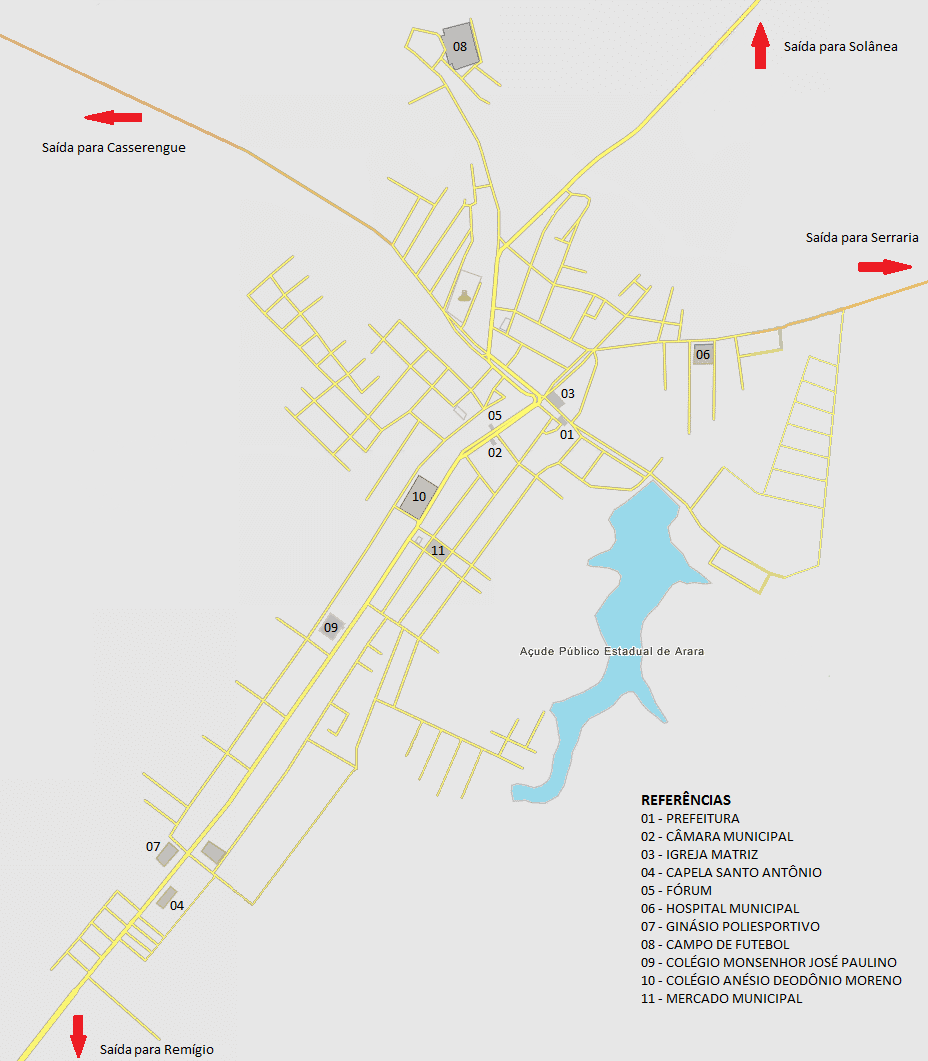
Mapa das ruas de Arara.

Segundo o IBGE, Arara é formada por um único distrito, o distrito-sede, dentro do município existe a zona urbana que é a cidade, e a zona rural que são os sítios ou comunidades rurais.

### Comunidades rurais
| - Araçá - Boca de Tanque - Cachoeira - Cajazeiras - Catolé - Cuité de Araçá - Cuités dos Bitus - Gameleiro - Gravatá - Jaboticaba - Jucá - Lagoa de Pedra - Limpo Grande - Malhada de Dentro - Pau Barriga | - Pirauá - Poço do Gado - Ponte de Pedra - Rancho Fundo - Riacho da Extrema - Riacho do Saguim - Riacho Fundo - Saco de Arara - Salamandra - São Bento - Serra - Serrote Branco - Uruçu - Volta de Baixo - Volta de Cima |  |

### Zona urbana
A cidade de Arara não é zoneada, portanto não possui zonas e nem bairros, toda zona urbana e considera centro. A cidade possui cerca de 100 ruas.

## Turismo

### Festa da Padroeira
A Festa de Nossa Senhora da Piedade é um evento religioso celebrado no município, todos os anos no início do mês de setembro.
No Brasil, as cidades interioranas têm nas suas festas em louvor a(o) santa(o) padroeira(o) da comunidade, seu mais disputado evento anual. O costume foi herdado dos colonizadores portugueses, que enalteciam sua religiosidade através de festas em louvor a determinados santos padroeiros das povoações, posteriormente, o louvor se misturou às festividades profanas e constitui-se grandes eventos em comemoração à boa colheita do ano.
Em Arara é assim, tudo começa nos dias 04 à 8 de setembro de todos os anos, a festa popular juntamente com as Celebrações Litúrgicas em homenagem à Nossa Senhora da Piedade, padroeira do município, em comemoração as boas colheitas de feijão e algodão do ano em curso. O costume já é secular e começou desde a fundação da sua Igreja Matriz de Nossa Senhora da Piedade, em 1887.
Consta na programação a apresentação da Banda Filarmônica Municipal, Novenário, pregações religiosas, desfiles cívicos e apresentações de bandas populares. O ponto principal das festividades é a procissão da Nossa Senhora da Piedade, onde os fiéis percorrem as principais ruas do município levando a imagem da santa, louvando-a com cânticos religiosos.
Durante o dia uma série de atrações anima a população local; desfiles cívicos, bandas de forró, parques de diversão, feiras de artesanato, carreatas e eventos diversos. A partir das 22h00, aglomera-se uma multidão em torno do palco principal, onde se apresentam bandas nacionalmente conhecidas e estilos variados. No palco secundário a animação fica por conta do forró pé de serra.

### Pedra da Glória
Localizada a 9 km a leste da cidade de Arara, existe um lugar maravilhoso e privilegiado com uma imensa variedade natural, chamada de Pedra da Glória, o local possui uma bela cachoeira, e ainda existe uma pedra com algumas inscrições rupestres, feitas possivelmente há milhares de anos pelos primeiros habitantes da região. Essas escritas nunca foram decifradas. Existe também um imenso rio de pedras com formatos de jarros e várias pegadas gigantes.[carece de fontes?]

## Esportes

### Futebol
O futebol é a principal atividade esportiva dos ararenses. Os times mais tradicionais de futebol amador da cidade são: o Santa Fé e o atual Bicampeão municipal Guarani. A principal praça de esportes da cidade onde as equipes costumam realizar suas partidas no Módulo Esportivo José Olinto de Souza, conhecido popularmente como o campo da rua verde.[carece de fontes?]

## Economia
A economia ararense baseia-se primordialmente nas atividades de comércio e serviços. Os principais produtos produzidos pelo município são; na Agricultura: milho, feijão, mandioca, fava, algodão; pecuária: bovinos, ovinos, caprinos, suínos; indústria: carvão vegetal. Segundo o IBGE.
O produto interno bruto de Arara foi de R$ 56.449.000,00 em 2011, gerando uma média per capita de R$ 4.431,52 por habitante. Destes, R$ 2.832.000,00 provém da agropecuária; R$ 6.539.000,00 é acrescentado pela indústria, R$ 45.341.000,00 é adicionado pelos serviços e R$ 1.737.000,00 provém de impostos.

### Agricultura
| Produto                                                       | Produção      |
| ------------------------------------------------------------- | ------------- |
| Algodão herbáceo                                              | 52 toneladas  |
| Batata-doce                                                   | 280 toneladas |
| Fava                                                          | 66 toneladas  |
| Feijão                                                        | 518 toneladas |
| Mandioca                                                      | 800 toneladas |
| Milho                                                         | 640 toneladas |
| Castanha de caju                                              | 10 toneladas  |
| Manga                                                         | 66 toneladas  |
| Principais produtos agrícolas de Arara, segundo IBGE em 2006. |               |

Os principais produtos agrícolas do município de Arara, são respectivamente, de acordo com sua área plantada, o milho em grão que foi cultivado em 2006, em 1600 hectares, sendo colhidas 1600 toneladas, gerando um incremento de R$ 224.000,00 ao produto interno bruto do município. Devemos destacar também a produção do feijão em grão, produzido em uma área de 1.480 hectares, sendo colhidas 1.480 toneladas, acrescentando um valor de 622.000,00 ao produto interno bruto ararense em 2006.
Outros produtos que merecem ser citados são a Batata-doce, com produção de 280 toneladas, gerando um valor de 112 000 reais; a Mandioca, com produção de 800 toneladas, gerando um valor de 92 mil reais; e a Fava em grão, com produção de 66 toneladas, gerando um valor de 119 mil reais.
A silvicultura do município teve uma produção de 2.800 metros cúbicos de lenha e 9 toneladas de carvão vegetal, obtendo um valor de produção de 28 e 3 mil reais respectivamente.

### Pecuária
Segundo o IBGE em 2006 o município de Arara possuía um rebanho efetivo de 5136 bovinos, 350 suínos, 110 equinos, 80 asininos, 66 muares, 1490 ovinos, 472 caprinos e 6980 galinhas, 8170 galos, frangos e pintos, e 668 vacas ordenhadas.
Neste mesmo ano de 2006 o município produziu 470 kl de leite de vaca e foram também produzidos 16 milhares de dúzias de ovos de galinha.

## Infraestrutura

### Saúde
Arara faz parte da 3ª Gerência Regional de Saúde da Paraíba, o atendimento emergências de casos mais leves são feitos no Hospital Municipal Natanael Alves, os casos mais graves são encaminhados para hospitais de Campina Grande.
Em 2009, Arara possuía 5 estabelecimentos de saúde, sendo todos públicos, com um total de 12 leitos para internação.
No fim do ano de 2015 e início do ano de 2016, Arara tornou-se noticiário nacional ao se deparar com uma epidemia de Dengue, da febre Chikungunya e o Zika Virus, sendo uma das cidades paraibanas que mais registraram casos em relação a densidade demográfica.

### Educação
Segundo dados do censo demográfico realizado em 2000, das 10.445 pessoas de cinco e mais, residentes no município, destas 5.334, ou seja, 51,07% sabiam ler e escrever e 5.111, ou seja, 48,93% da população não era alfabetizada.
O município conta, com 24 estabelecimentos de ensino fundamental, 23 unidades pré-escolares, e duas escolas de nível médio. Ao total, são 3.327 matrículas e 150 docentes registrados.
|                    | Matrículas (Total) | Professores (Total) | Escolas (Total) | Escolas Públicas | Escolas Privadas |
| Ensino Pré-Escolar | 338                | 14                  | 23              | 22               | 2                |
| Ensino Fundamantal | 2.519              | 115                 | 24              | 23               | 2                |
| Ensino Médio       | 470                | 21                  | 2               | 1                | 1                |

### Transportes

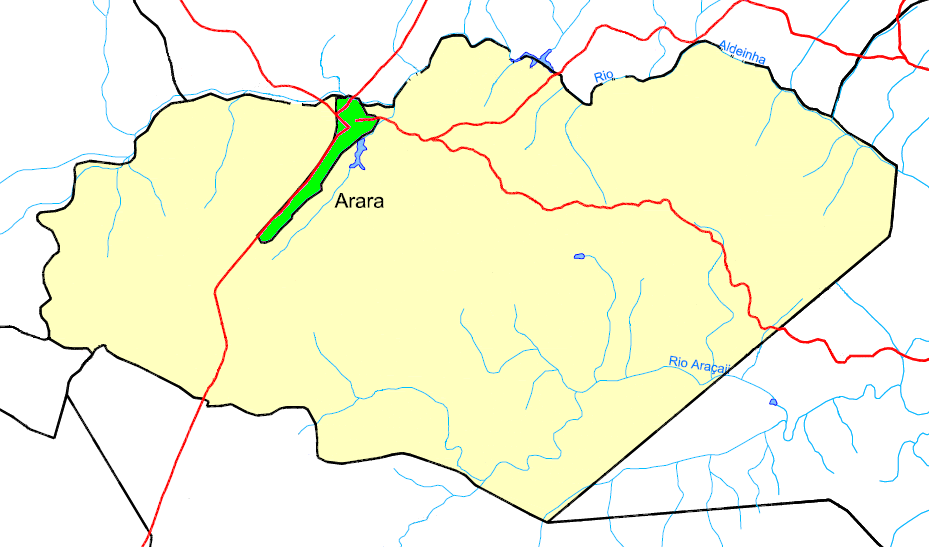
Mapa das estradas de Arara.

As principais estradas que ligam a cidade são a PB-105, uma das principais rodovias do estado, que liga a cidade até as cidades vizinhas de Remígio e Solânea e faz a ligação de Campina Grande até a região do Brejo paraibano, outra rodovia importante e a PB-085, que liga o município até a cidade de Serraria.
A sede municipal é ligada às outras demais cidades vizinhas por estrada de rodagem, ficando distante por meio de rodovia, com Solânea (15Km), Serraria (17Km), Remígio (15Km) e Casserengue (9Km).
A frota municipal no ano de 2015 era de 1 668 veículos, sendo 581 motocicletas, 639 automóveis, 96 motonetas, 143 caminhonetes, 79 caminhões, 80 camionetas, 20 ônibus, 9 micro-ônibus e 7 caminhões trator. Outros tipos de veículos incluíam 14 unidades. Há no município aproximadamente apenas 25 quilômetros de estrada de rodagem, sendo umas das menores malhas rodoviárias de todo estado.
O acesso a cidade por via asfáltica é feito, a partir de João Pessoa, pelas rodovias federais BR-230, BR-104 e pela rodovia estadual PB-105.
Distâncias entre Arara e algumas cidades do estado:
| - 155 km - João Pessoa - 55 km - Campina Grande - 226 km - Patos - 356 km - Sousa | - 393 km - Cajazeiras - 49 km - Guarabira - 27 km - Areia - 18 km - Bananeiras |  |

## Política
Criado em 1961 o município de Arara teve como primeiro prefeito interino o senhor Dedício Pereira de Maia, ele governou por apenas 1 ano, como determinava o ato de sua nomeação. Já em 1962 ocorreu a primeira eleição municipal para prefeito, o candidato eleito foi Marísio da Cunha Moreno (1963 - 1966), consequentemente sendo o primeiro prefeito eleito do município de Arara recebendo 592 votos validos, seu vice foi Manoel Cândido do Nascimento, ambos pertencentes ao já extinto partido da União Democrática Nacional.
Os primeiros vereadores eleitos foram Anisio Duarte dos Santos, Zé Sobrinho, Luiz Leite da Silva, Manoel Bento da Silva, José Avelino dos Santos, Joaquim de Abreu Lima e José da Cunha Pinto.
O atual prefeito é José Ailton Pereira da Silva (2017 - 2020), do (PSL), assumiu o cargo em janeiro de 2017, sendo eleito com 60,79% dos votos validos recebidos, vencendo na disputa Antônio Ernesto dos Santos, do (PMDB), que obteve 39,21% dos votos válidos, que na ocasião buscava juntamente com Tony sua primeira eleição como prefeito do município.
A câmara de vereadores) ararense é formada por nove vereadores, e está composta da seguinte forma: três cadeiras do Partido do Movimento Democrático Brasileiro (PMDB); duas cadeiras do Partido Social Democrático (PSD); uma cadeira do partido do Partido Social Liberal (PSL); uma cadeira do Partido Trabalhista Brasileiro (PTB); uma cadeira do Partido Progressista (PP) e uma cadeira do Partido dos Trabalhadores (PT).
Segundo as últimas eleições municipais, ocorridas no ano de 2012 o número de eleitores no município é de 9.528 pessoas.

## Rádios
Rádio Comunitária Arara FM 87.9 MHz